# Sasbach
Sasbach település Németországban, azon belül Baden-Württembergben. Lakosainak száma 5418 fő (2023. december 31.). Sasbach Achern, Lauf és Sasbachwalden községekkel határos.

## Népesség
A település népessége az elmúlt években az alábbi módon változott:
| Lakosok száma | 3960 | 4479 | 4841 | 4894 | 4985 | 5365 | 5443 | 5464 | 5275 | 5418 |
|               | 1961 | 1967 | 1974 | 1980 | 1987 | 1993 | 2000 | 2006 | 2013 | 2023 |